# Natalia Prikostshikova
Natalia Viktorovna Prikostshikova (en russe : Наталья Викторовна Приказчикова) est une biathlète soviétique, née en 1968 à Engels.

## Biographie
Aux Championnats du monde 1989, elle connait un important succès avec des titres sur le relais et la course par équipes ainsi qu'une médaille de bronze remportée sur le sprint.
Elle se classe deuxième de la Coupe du monde 1988-1989 derrière Elena Golovina, gagnant une course à l'occasion du sprint d'Östersund.
Elle prend sa retraite sportive en 1991.

## Palmarès

### Championnats du monde
| Épreuve     | Feistritz 1989                     |
| ----------- | ---------------------------------- |
| Individuel  | –                                  |
| Sprint      | Médaille de bronze, Coupe du Monde |
| Relais      | Médaille d'or, Coupe du Monde      |
| Par équipes | Médaille d'or, Coupe du Monde      |

### Coupe du monde
- Meilleur classement général : 2e en 1989.
- 6 podiums individuels : 1 victoire, 3 deuxièmes places et 2 troisièmes places.